# Anemone fulingensis
Anemone fulingensis là một loài thực vật có hoa trong họ Mao lương. Loài này được W.T.Wang & Z.Y.Liu mô tả khoa học đầu tiên năm 2007.